# ناصر علی
ناصر علی (انگلیسی: Nasir Ali؛ زادهٔ ۱ ژانویهٔ ۱۹۸۲) بازیکن کبدی اهل پاکستان است.